# Caryocar costaricense
Espèce
Statut de conservation UICN

 EN  : En danger
Statut CITES
Caryocar costaricense est une espèce de  plantes à fleurs de la famille des Caryocaraceae. Il est connu localement sous le nom de  « ajo » mais aussi « the garlic tree » en raison de l'odeur de ses fleurs jaunes. 

## Description
Caryocar costaricense est un arbre à feuilles persistantes qui peut atteindre 50 mètres de haut. À mesure que l'arbre mûrit, il développe des crevasses qui servent de refuge aux chauves-souris, qui favorisent la pollinisation. 

## Répartition et habitat
Cet arbre est originaire des forêts humides de basse altitude des côtes centrales et méridionales du Pacifique du Costa Rica et du Panama,. 

## Utilisation
Le bois est très durable et a été historiquement exporté pour être utilisé dans la construction lourde. 

## Systématique
Le nom correct complet (avec auteur) de ce taxon est Caryocar costaricense Donn.Sm..
Ce taxon porte en français le nom vernaculaire ou normalisé suivant : Caryocar du Costa Rica.